# Lillfjärden, Norrbotten
Lillfjärden är en sjö i Luleå kommun i Norrbotten och ingår i Altersundet-Luleälvens kustområde. Sjön har en area på 0,0944 kvadratkilometer och ligger 1 meter över havet.

## Delavrinningsområde
Lillfjärden ingår i det delavrinningsområde (729177-181184) som SMHI kallar för Rinner till Fjuksöfjärden. Medelhöjden är 9 meter över havet och ytan är 3,31 kvadratkilometer. Det finns inga avrinningsområden uppströms utan avrinningsområdet är högsta punkten. Avrinningsområdets utflöde mynnar i havet, utan att ha någon enskild mynningsplats.